# Marie Magdelaine Mouron
Pour les articles homonymes, voir Mouron.
Marie Magdelaine Mouron, également connue sous le nom de Picard, Saint-Michel et La Garenne, est une soldate française du XVIIe siècle.

## Biographie
Marie Magdelaine Mouron grandit près de Boulogne-sur-Mer et est la fille d'un boucher qui devient mercenaire pour le compte des collecteurs de la gabelle. À la suite du remariage de son père et du contexte familial devenu difficile, Marie Magdelaine Mouron quitte sa famille vers 1690. Elle s’achète des habits d'hommes à Montreuil et prend le nom de Picard. Le capitaine Destone du régiment Royal-Wallon l'engage. Au bout d'un an et demi, elle est contrainte de quitter le régiment à Sisteron car les autres soldats demandent son expulsion.
Elle s’enrôle de nouveau et rejoint le régiment de Marsan comme dragon sous le nom de Saint-Michel.
De 1692 à 1696, Marie Magdelaine Mouron sert dans l'Armée française déguisée en homme, sous les ordres du duc Anne-Jules de Noailles en Catalogne. À ce titre, elle participe au siège de Roses de mai à la mi-juin 1693 lors de Guerre de la Ligue d'Augsbourg.

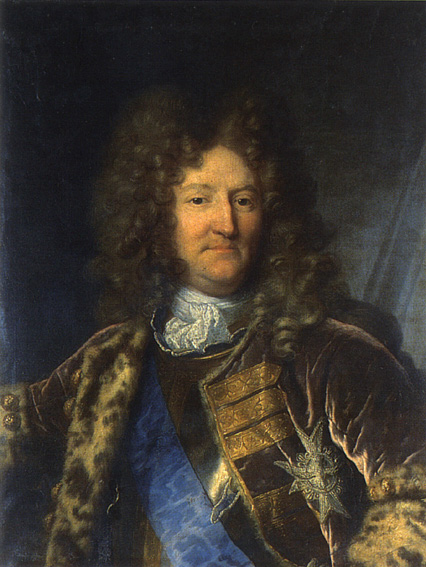
Portrait d'Anne-Jules de Noailles par Hyacinthe Rigaud. Grenoble, Musée des beaux-arts.

Le duc de Noailles doit déplacer ses troupes vers Coullioure et c'est là que son sexe biologique est révélé après un duel avec un autre soldat français. Elle est blessée et doit révéler son sexe pour sauver sa vie. Le duc de Noailles l'apprend et, après l'avoir mise sous la protection de la femme d'un officier d'artillerie, l'envoie à Perpignan afin qu'elle y soit instruite. Cependant, Marie Magdelaine Mouron ne se satisfait pas de sa nouvelle vie et décide de rentrer à Saint-Omer.
En mars 1696, elle rejoint le régiment d'infanterie du Biez sous le nom de La Garenne. Le premier mai 1696, elle déserte ce régiment et part à Aire après avoir caché son uniforme. Alors qu'elle tente de s’enrôler dans le régiment de Sanzé, elle est arrêtée à la suite de la découverte de son sexe par le lieutenant colonel La Buissière et accusée de désertion lorsqu'il identifie des éléments de son ancien uniforme,,. Son procès se tient à Saint-Omer et Rochepierre, responsable de la place, recherche des instructions auprès du ministre de la guerre : « toutes les ordonnances contre les déserteurs ne faisant aucune mention des filles, je crois que votre intention n’est pas que la nommée Marie-Madeleine Mouron subisse d’autre peine que celle de prison pour avoir déserté de la Compagnie de Debrière au Régiment Du Biez en laquelle elle avoit pris parti comme soldat, s’étant déguisée en homme »,. La justice militaire fait face au vide juridique devant la peine à lui accorder, les soldats devant être normalement condamnés à mort. Marie Magdelaine Mouron écope d'une peine de prison, ses contemporaines soldates sont le plus souvent relâchées.

## Importance historique
À compter de son arrestation, son histoire est connue. La documentation de son cas est considérée comme ayant une grande valeur historique pour plusieurs raisons : elle documente le cas d'une femme soldate du début de l'ère moderne sans le sensationnalisme qui entoure habituellement les récits de tels événements ; elle documente également la vie d'un fantassin de l'Armée française sans distinction de sexe, car les récits de fantassins français de cette époque sont assez rares.